# Зелено училище
Зеленото училище е форма на извънкласно обучение на деца и ученици, която може да се провежда, под формата на детски  лагери, екскурзионно летуване, туристически походи и училища, сред природата, през пролетта, лятото и есента. Извънкласното обучение, сред природата, през зимата е известно като „бяло училище“.
В България е задължително да има най-малко един възрастен (учител, инструктор или възпитател) на 5 – 7 деца от детската градина или предучилищна възраст и на 10 – 15 ученици от I до XII клас.